# Mikrus MR 300
De Mikrus MR 300 is een Poolse dwergauto die van 1957 tot 1960 werd geproduceerd door WSK.

## Geschiedenis
Tot 1960 werden in Polen talrijke kleine auto's gebouwd, doorgaans kwamen deze niet verder dan het prototypestadium. Een klein succes boekte alleen de op de Goggomobil geïnspireerde Mikrus MR 300 van MSK. Het idee voor de kleine auto ontstond toen de Poolse overheid eind 1956 de overcapaciteit van de vliegtuig- en motorfietsfabrikanten WSK Mielec en WSK Rzeszów beter wilde benutten. Zo ontstond de MR 300 als goedkope auto voor de bevolking.
WSK Rzeszów bereidde de productie van de motor voor, terwijl WSK Mielec zich op het chassis en de carrosserie concentreerde. De eerste prototypes werden op 22 juli 1957 op de nationale autotentoonstelling in Warschau onder de naam MR (de initialen van de woorden Mielec en Rzeszów) 300 getoond en tegen het einde van het jaar verlieten de eerste dwergauto's de fabriek.
De kleine auto werd snel geliefd maar de hoge productiekosten verhinderden een grootschalige productie. Tot 1960 werden in totaal 1.728 stuks gebouwd.